# Kompleks żytni słaby
Kompleks żytni słaby (6)  Kompleks ten obejmuje gleby wytworzone z piasków gliniastych lekkich, podścielonych tylko żwirem piaszczystym lub piaskiem luźnym. Ponadto, kompleks ten obejmuje gleby wytworzone z piasków słabogliniastych głębokich. Gleby wchodzące w skład tego kompleksu są okresowo lub trwale suche, ponieważ są nadmiernie przepuszczalne i mają niewielką zdolność zatrzymywania wody oraz są ubogie w składniki pokarmowe. Niedobór wody ogranicza działanie stosowanych nawozów mineralnych, z kolei opady powodują szybkie wymywanie niewykorzystanych składników pokarmowych. Tak niekorzystne cechy powodują, że na glebach tego kompleksu uprawia się głównie żyto, łubin, ziemniaki, seradelę i owies. Plony tych roślin zależą w ogromnym stopniu od ilości i rozkładu opadów. Gleby, które zawiera ten kompleks należą do klasy IV b i V (według klasyfikacji bonitacyjnej).
Wieloletnie (1989-2002 r.) badania odnośnie do wpływu jakości gleby na plonowanie zbóż wykazały, że na glebie należącej do kompleksu żytniego słabego uzyskiwano plon rzędu 4,20 t/ha dla pszenżyta ozimego oraz 4,01 t/ha dla żyta ozimego.